# Khủng hoảng hậu hôn nhân
Khủng hoảng hậu hôn nhân là hiện tượng xảy ra sau đám cưới, khi mà cả hai người đều nhận ra những khiếm khuyết của nhau nên dẫn đến thất vọng về nhau. Đây là hiện tượng hầu như xảy ra cho mọi cặp vợ chồng, nhưng mức độ có khác nhau.

## Nguyên nhân
Nguyên nhân chính là: trong quá trình yêu nhau các cặp tình nhân không chịu tìm hiểu về con người thật của nhau. Họ quá chú tâm đến yếu tố lãng mạn không nghĩ đến cuộc sống thực tế. Chính sự lãng mạn đã làm cho họ mù quáng và dẫn đến ngộ nhận.